# Adam Ivanovič Balla
Adam Ivanovič Balla (rusko Адам Иванович Балла), ruski general grškega rodu, * 1764, † 5. avgust 1812, Smolensk.
Bil je eden izmed pomembnejših generalov, ki so se borili med Napoleonovo invazijo na Rusijo.
Njegov portret je bil eden izmed 13, ki niso bili nikoli izdelani za Vojaško galerijo Zimskega dvorca.

## Življenje
Pri desetih letih je njegova družina, v sklopu večjega grškega eksodusa, pobegnila iz Grčije v Rusijo zaradi turškega preganjanja; tu je vstopil v Grški korpus oz. Artilerijsko-inženirsko srednjo šolo. 
Leta 1782 je končal šolanje, nato pa je bil kot podporočnik premeščen v Aleksopoljski pehotni polk; še istega leta se je udeležil bojev proti krimskim Tatarom. 21. julija 1786 je bil kot poročnik premeščen v Litvanski lovski polk, s katerim se je kot stotnik udeležil vojne proti Turkom v letih 1787-91. Za zasluge v vojni je bil 6. decembra 1788 povišan v drugega majorja in 11. decembra 1790 v prvega majorja. 
Udeležil se je tudi bojev proti Poljakom v letih 1792 in 1794 in sicer kot poveljnik 4. bataljona litvanskih lovcev. 21. oktobra 1797 je bil imenovan za poveljnika 12. lovskega polka; med 17. januarjem in 8. majem 1799 pa je bil tudi šef tega polka, nato spet poveljnik in od 2. marca 1800 ponovno šef polka. 
30. oktobra 1798 je bil povišan v polkovnika in 2. marca 1800 v generalmajorja. V letih 1806-10 se je ponovno udeležil bojev proti Turkom. Leta 1810 je postal brigadni poveljnik v 7. pehotni diviziji.
Med bitko za Smolensk je padel že drugi dan bitke.